# Ida Husted Harper

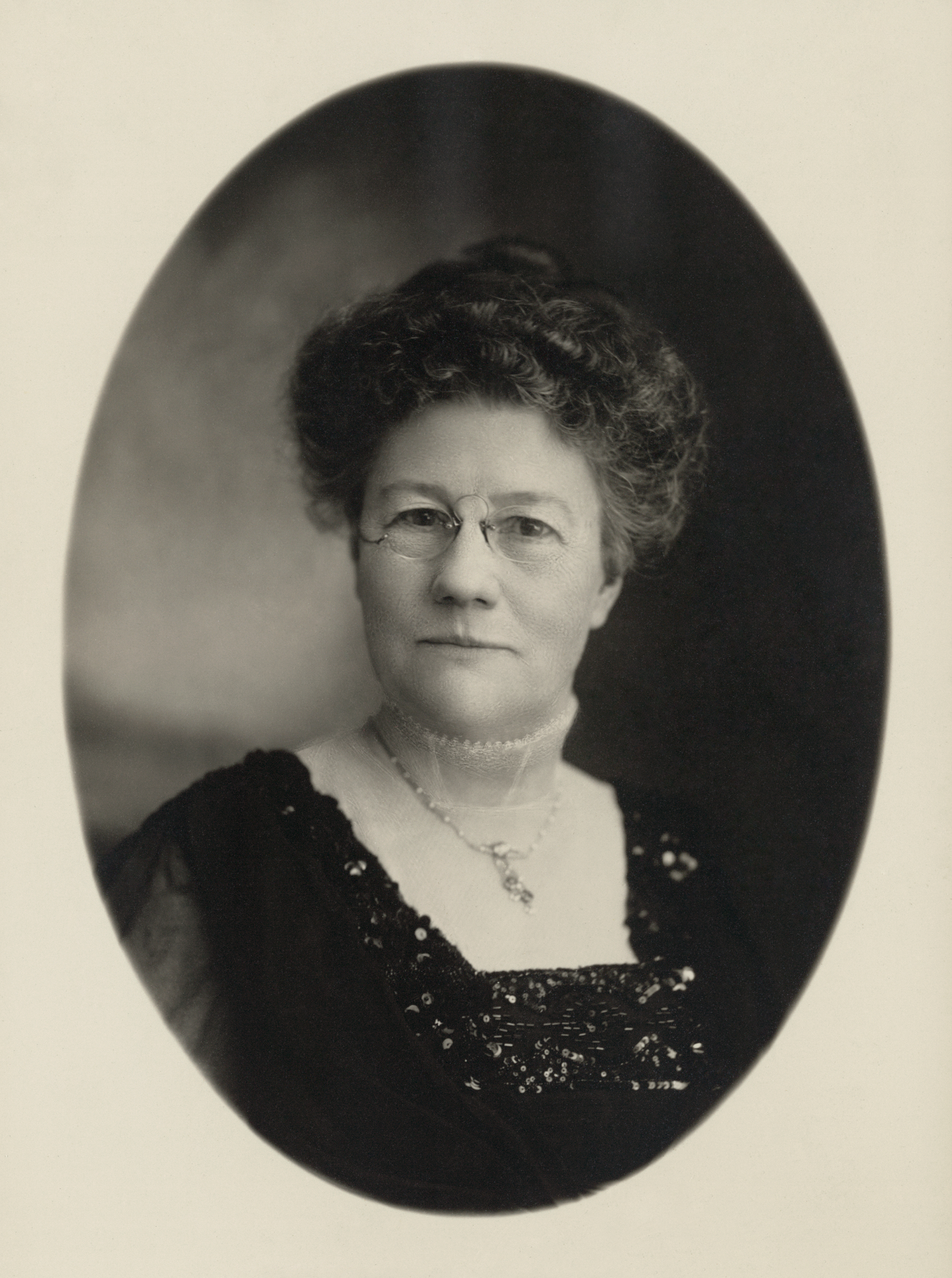
Ida Husted Harper etwa 1910 bis 1920

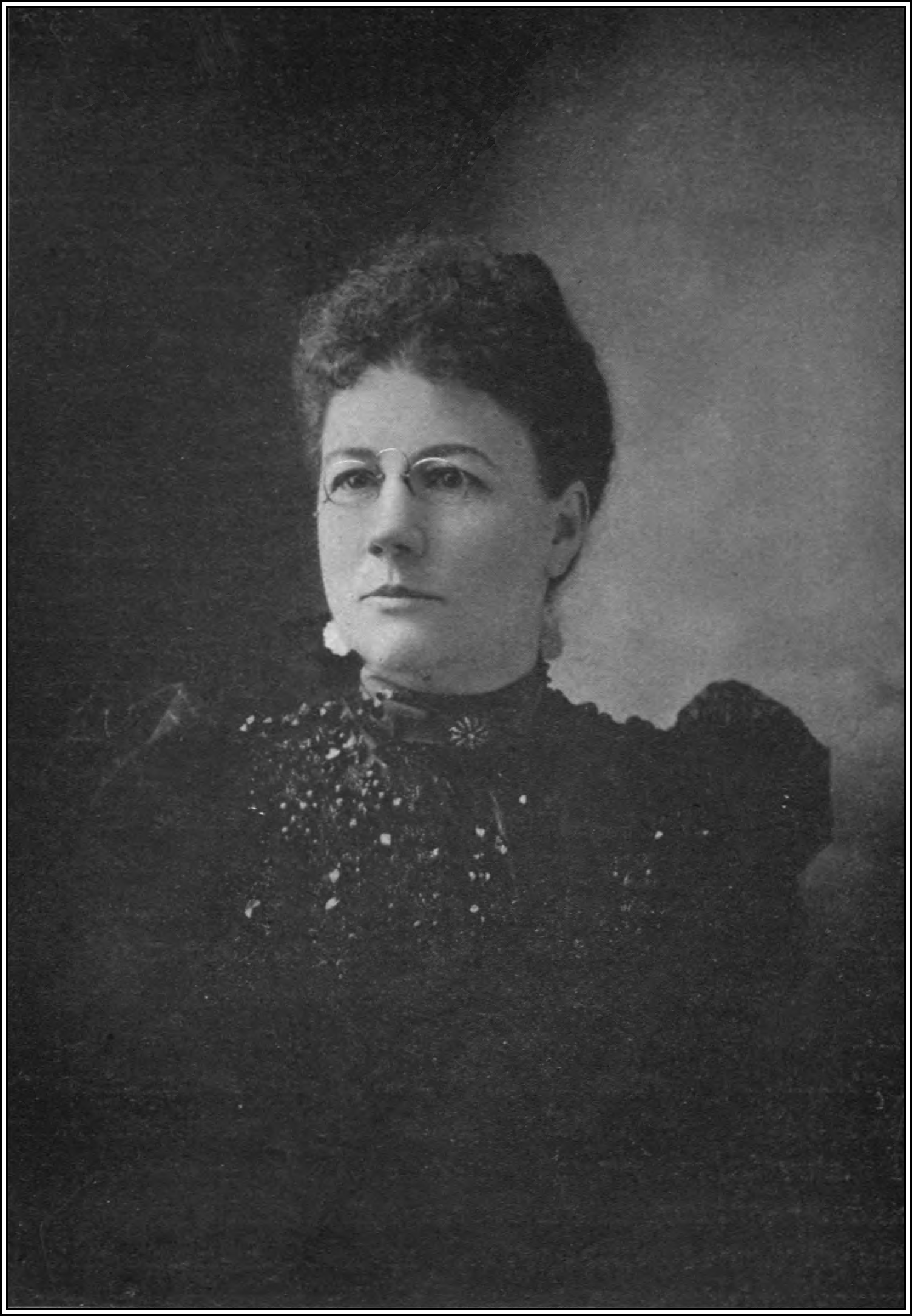
Ida Husted Harper

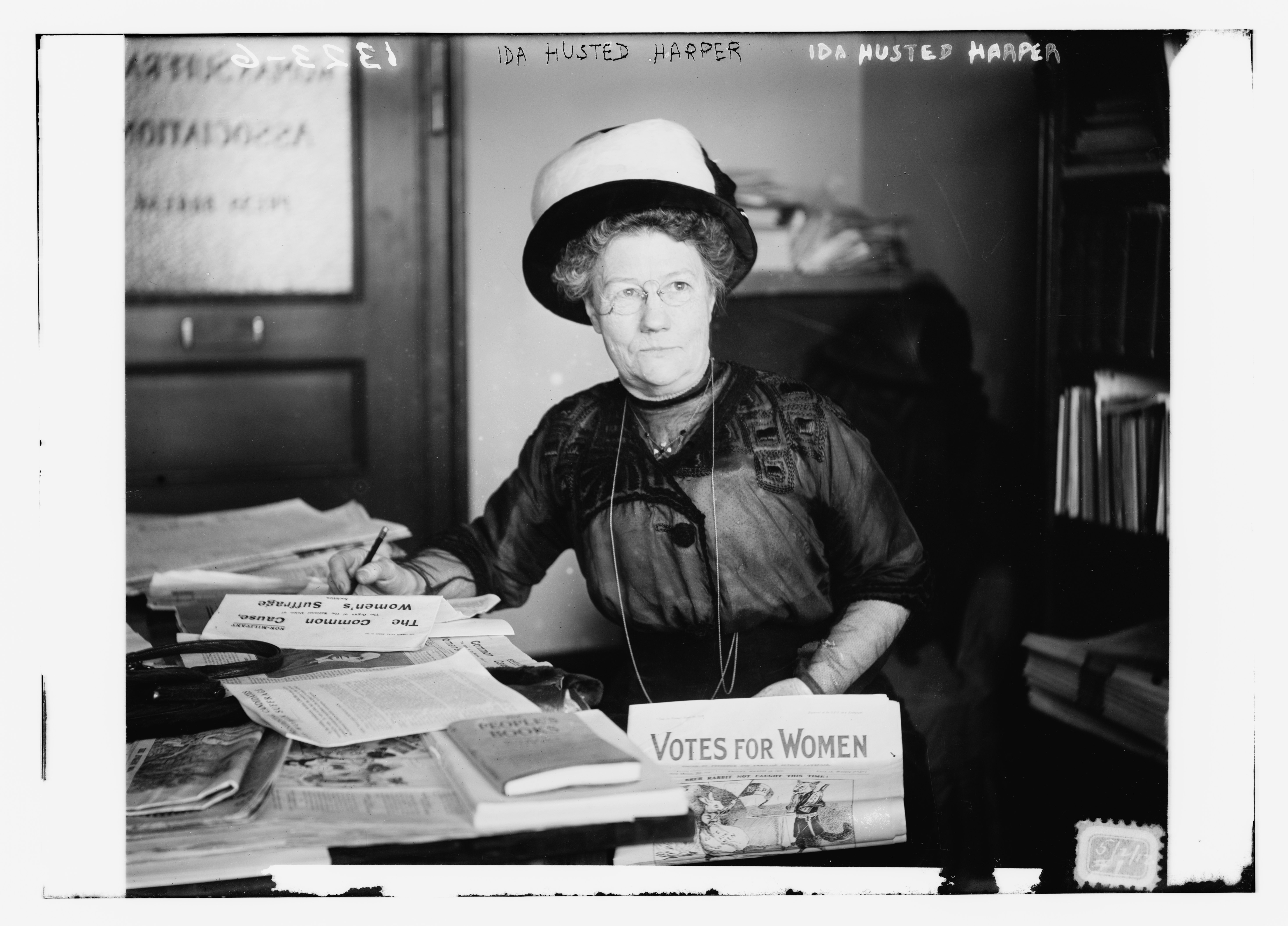
Ida Husted Harper, 1900

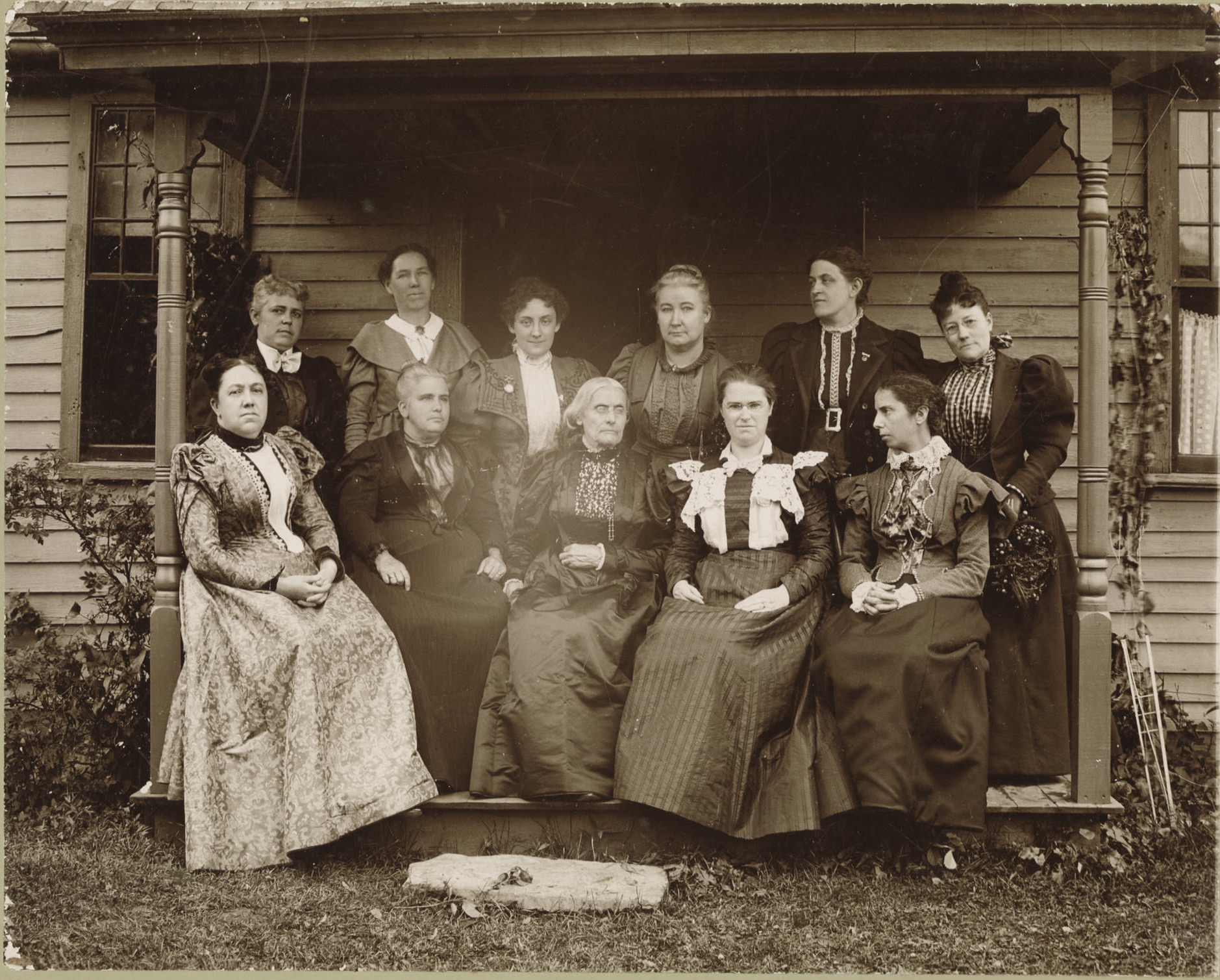
Auf der Veranda in Adams, Massachusetts, 1896. In der Mitte sitzt Susan B. Anthony, neben ihr links Laura Clay, Alice Stone Blackwell (vordere Reihe, ganz rechts), Ida A. Husted Harper (hintere Reihe, ganz rechts)

 Ida Husted Harper (* 18. Februar 1851 in Franklin County, Indiana, USA; † 14. März 1931 in Washington, D.C., USA) war eine US-amerikanische Autorin, Journalistin und Frauenrechtlerin. Sie leitete das nationale Pressebüro der National American Woman Suffrage Association in New York City und die redaktionelle Korrespondenzabteilung des Leslie Bureau of Suffrage Education in Washington, D.C. und war Vorsitzende des Presseausschusses des Internationalen Frauenrats. Sie war auch Korrespondentin für Zeitungen in Chicago, Boston, Philadelphia, Washington, D.C. und New York City.

## Leben und Werk
Harper war das älteste von drei Kindern von Cassandra Stoddard und dem Sattler John Arthur Husted. 1861 zog die Familie auf der Suche nach besseren Schulen nach Muncie, Indiana. Sie absolvierte die örtliche High School und studierte ab 1868 an der Indiana University in Bloomington (Indiana). Ein Jahr später wurde sie Lehrerin und Rektorin an einer High School in Peru (Indiana).
1871 heiratete sie den Bürgerkriegsveteranen Thomas Winans Harper, der die juristische Fakultät der University of Michigan absolviert hatte. Nach der Heirat praktizierte ihr Mann als Anwalt in Terre Haute und wurde 1897 zum Staatsanwalt gewählt. Er arbeitete fast 20 Jahre lang als Chief Legal Counsel für die Brotherhood of Locomotive Firemen and Enginemen, die 1893 als erste industrielle Gewerkschaft der USA von dem Sozialisten Eugene V. Debs gegründet worden war.
Sie begann unter einem männlichen Pseudonym für die Terre Haute-Zeitungen zu schreiben. Erst 1881 begann sie, ihren eigenen Namen für ihre Arbeit zu verwenden. Zwölf Jahre lang schrieb sie eine Kolumne für die Terre Haute Saturday Evening Mail, die Themen zu Frauenrechten behandelte. Sie schrieb auch eine Frauenkolumne für das Firemen’s Magazine, eine Gewerkschaftspublikation, und war von 1884 bis 1893 Redakteurin der Frauenabteilung.

## National Woman Suffrage Association
Harper traf 1878 Susan B. Anthony, eine Führerin der National Woman Suffrage Association (NWSA), als Debs eine Rede von Anthony  in Terre Haute sponserte. Zu dieser Zeit war die NWSA eine von zwei rivalisierenden Frauenwahlrechtsorganisationen, die sich später unter der Führung von Anthony zur National American Woman Suffrage Association zusammenschlossen. 1887 wurde Harper die Sekretärin der Indiana Frauenwahlrechtsgesellschaft und organisierte Kongresse in jedem Kongressbezirk des Bundesstaates. 1890, zwei Wochen nach der Scheidung von ihrem Mann, wurde Harper Chefredakteurin der Terre Haute Daily News, zog jedoch nach zwei Monaten nach Indianapolis, wo ihre Tochter die Schule besuchte. Dort arbeitete sie mehrere Jahre in der Redaktion der Indianapolis News. 1893 zog sie nach Kalifornien, wo ihre Tochter die Stanford University besuchte. Harper studierte auch von 1893 bis 1895 an der Stanford University.
1896 wurde Harper Mitglied der National American Woman Suffrage Association. Im nächsten Jahr wurde sie von Anthony gebeten nach New York zu kommen, um deren Biografie zu schreiben. Harper zog in das Haus von Anthony in Rochester (New York). Während sie die Biografie schrieb, reiste sie viel mit Anthony, hielt Vorträge, unterstützte Frauenrechte und schrieb Kolumnen zu Frauenthemen für Zeitungen im ganzen Land. Harper war von 1899 bis 1902 auch Vorsitzende des Presseausschusses des Internationalen Frauenrats und war Delegierte bei deren Kongressen 1899 in London und 1904 in Berlin.

## Tätigkeit in Washington, D.C.
1910 wurde Harper Leiterin des nationalen Pressebüros der NAWSA. 1916 zog sie nach Washington, D.C., als Carrie Chapman Catt sie bat, das Leslie Bureau of Suffrage Education innerhalb der NAWSA zu leiten. Harpers Abteilung war für das Schreiben von Artikeln und Broschüren verantwortlich, die sich für das Frauenwahlrecht einsetzten. Die Öffentlichkeitsarbeit des Büros trug zur Verabschiedung des Neunzehnten Zusatzartikels zur US-Verfassung 1919 bei, der das Frauenwahlrecht garantierte.
Als aktives Mitglied der American Association of University Women arbeitete und wohnte Harper in den letzten Jahren ihres Lebens im Hauptquartier dieser Organisation in Washington.
Harper starb im Alter von 80 Jahren an einer Gehirnblutung und wurde in Muncie (Indiana), beigesetzt.

## Veröffentlichungen (Auswahl)
- 1898: The Life and Work of Susan B. Anthony. Band 1, 2019, ISBN 978-3-337-80289-9.
- 1898: The Life and Work of Susan B. Anthony. Band 2, 2018, ISBN 978-3-337-52156-1.
- 1902: mit Susan B. Anthony: History of Woman Suffrage. Band 4.
- 1922: History of Woman Suffrage. Band 5. Alpha Editions, 2020, ISBN 978-93-5417-683-8.
- 1922: History of Woman Suffrage. Band 6.
- 1893: The Associated Work of the Women of Indiana.
- 1906: Suffrage a Right.
- 1907: Woman Suffrage Throughout the World. Kessinger Publishing, LLC, 2010, ISBN 978-1-120-95876-1.
- 1907: History of the Movement for Woman Suffrage in the United States.
- 1912: How Six States Won Woman Suffrage.
- 1915: Suffrage Snapshots.
- 1915: A National Amendment for Woman Suffrage.
- 1917: A Brief History of the Movement for Woman Suffrage in the United States.
- 1919: Story of the National Amendment for Woman Suffrage.
- 1927: Life of Dr. Anna Howard Shaw.